# Congosto de Valdavia
Congosto de Valdavia é um município da Espanha na província de Palência, comunidade autónoma de Castela e Leão, de área  km² com população de 225 habitantes (2007) e densidade populacional de 3,48 hab/km².

## Demografia
| Variação demográfica do município entre 1991 e 2004 | Variação demográfica do município entre 1991 e 2004 | Variação demográfica do município entre 1991 e 2004 | Variação demográfica do município entre 1991 e 2004 |
| --------------------------------------------------- | --------------------------------------------------- | --------------------------------------------------- | --------------------------------------------------- |
| 1991                                                | 1996                                                | 2001                                                | 2004                                                |
| 302                                                 | 279                                                 | 257                                                 | 239                                                 |